# Jacob Tam ben David ibn Yahya
Jacob « Tam » ben David ibn Yahya est un rabbin et médecin ottoman du XVIe siècle (Portugal, c. 1475 - Constantinople c. 1538).

## Éléments biographiques
Fils d’un dignitaire apprécié de la cour, il accompagne son père dans ses deux exils, à Naples en 1493 puis à Constantinople (actuellement Istanbul) en 1497. Il y est reconnu pour ses compétences talmudiques (son surnom Tam, « intègre », renvoie en effet tant à son prénom Jacob, qu’à Rabbenou Tam, tossaphiste du XIIe siècle, unanimement reconnu comme le talmudiste le plus éminent de sa génération) et succède probablement à Eliyahou Mizrahi à la tête du rabbinat de la capitale. 
Il aurait en outre été le médecin personnel du sultan Soliman et un expert en loi mahométane mais il s’agit probablement d’exagérations de la part de ses admirateurs. Il fait partie d’un comité rabbinique qui se tient en mai 1520 pour dissoudre le herem (équivalent de l’anathème) placé sur Shelatiel, le kahijalik (équivalent ottoman du præfectus aulæ) de Soliman ; l’intéressé avait en effet été révoqué de ses fonctions, ce qui constituait un fait nouveau.

## Œuvre
De tous les écrits de Jacob Tam ben David ibn Yahya ne subsistent que ses 213 responsa, parus sous le nom de Sheelot outeshouvot Ohole Tam dans le recueil Toummat Yesharim édité par Benjamin ben Abraham Motal (Venise, 1622), à ne pas confondre avec le Ohole Shem de son petit-fils, également prénommé Tam. 
Motal mentionne d’autres livres, parmi lesquels un commentaire sur le Ri"f et le Ra"n où il se montre très critique vis-à-vis des opinions de ce dernier, ainsi que divers sermons mais ils ont disparu dans un incendie à Constantinople. La préface au Yosippon qui lui est attribuée dans l'édition Constantinople 1510, est en réalité l'œuvre de Juda Mosconi.

## Source
- Cet article contient des extraits de l'article « TAM, JACOB B. DAVID IBN YAḤYA » par Isidore Singer & Peter Wiernick de la Jewish Encyclopedia de 1901–1906 dont le contenu se trouve dans le domaine public.